# Théodore Tronchin
Théodore Tronchin (Ginevra, 24 maggio 1709 – Parigi, 30 novembre 1781) è stato un medico svizzero.
Fu famoso in tutta Europa, specie per lo studio e la pratica della variolizzazione per la prevenzione del vaiolo. Collaborò alla stesura della Encyclopédie. La sua fama progressivamente si spense anche per il sopravvenire di una migliore e più sicura metodica contro il vaiolo, la vaccinazione di Jenner. Sic transit gloria mundi, ma va ricordato che per oltre un cinquantennio il metodo da lui propugnato costituì la prima e unica efficace difesa contro una malattia che per secoli aveva afflitto l'Europa e tutti i continenti.

## L'uomo
La famiglia di Théodore Tronchin era originaria di Arles, in Provenza. Verso la metà del XVI secolo Remy Tronchin, capitano di Cavalleria al servizio di Enrico IV, abbracciò la causa della Riforma protestante e dovette rifugiarsi a Ginevra dopo la strage degli Ugonotti la notte di San Bartolomeo (1572). Lì i suoi discendenti non tardarono a prendere parte attiva agli affari della Repubblica: il figlio di Remy, Théodore (1582-1657), figlioccio e discepolo favorito di Teodoro di Beza (1519-1605, successore a Ginevra di Calvino), di cui anche ereditò il corposo Archivio, seguendo i principi del suo maestro si pose a capo del clero ginevrino e si adoperò per il mantenimento della più rigorosa ortodossia calvinista. Per singolare contrasto suo figlio, il professore e pastore Louis Tronchin, fu invece uno dei primi a predicare una fede più tollerante, preparando il futuro scontro con il dogmatismo dei riformatori. Altri discendenti furono politici o magistrati.
Théodore Tronchin, il futuro medico, nacque il 24 maggio 1709 a Ginevra dove suo padre Jean Robert dirigeva una Banca. Sua madre era Angelique Calandrini, appartenente a una famiglia patrizia di Luques, nella valle Maira, che avendo aderito alla Riforma, dopo un lungo peregrinare attraverso l'Europa aveva trovato definitivo asilo nella città di Calvino. Jean Robert Tronchin restò vedovo molto presto e si risposò con Marthe Marie Daliès, figlia di Anthoine, barone di Caussade, che sarà un'ottima moglie e madre per Théodore e per altri tre figli. Dopo questo secondo matrimonio si ritirò nei suoi possedimenti di Cologny affacciati sulla sponda occidentale del lago di Ginevra e qui il bambino trascorse l'infanzia e ricevette la prima istruzione.
Quando ebbe compiuto il settimo anno Théodore fu mandato al Collegio della città dove preponderante era lo studio del latino e del greco, considerati basilari per tutta l'educazione, e per gradi dalla settima classe, dove si apprendeva a leggere e scrivere in francese e latino, si arrivava alla prima dove si perfezionava la dialettica e la retorica studiando le orazioni di Cicerone e Demostene. 
Quindi a quattordici anni passò dai banchi del Collegio a quelli dell'Accademia. Qui doveva prepararsi alla carriera ecclesiastica cui suo padre "rigido e austero" l'aveva destinato. Ma se il giovanotto trovava qualche piacere nello studio, di più ancora ne trovava nei divertimenti propri della sua età. "Egli amava così appassionatamente la danza che era disposto a fare parecchie leghe a piedi di notte all'insaputa dei suoi per trovare delle occasioni per ballare. Poi una grave malattia per la quale rischiò di morire gli fece fare delle serie riflessioni, e quando fu guarito decise di impegnarsi nello studio più di quanto non avesse fatto prima". Così afferma in una lettera la contessa Diodati, figlia di Tronchin.
Tuttavia lo studente trovava poco interesse per la teologia. E il disastro finanziario che seguì nel 1720 la caduta del Sistema di Law inghiottì la fortuna di suo padre, al pari di quella di tanti altri ricchi ginevrini. Allora Tronchin decise di recarsi in Inghilterra nella speranza di farsi strada con l'aiuto di lord Bolingbroke, che era un suo parente. Ma il momento non era favorevole: l'uomo di Stato era in disgrazia, dopo esser stato privato per due anni dei suoi beni, e si era ritirato nella sua tenuta del Middlesex, dove accolse il giovane ginevrino. Questi comprese ben presto di non aver trovato il protettore che cercava e quindi decise di proseguire i suoi studi a Cambridge, dove ebbe la gioia di ritrovare un compagno d'infanzia, il cavaliere Louis de Jaucourt, in futuro uno dei più prolifici compilatori dell'Encyclopédie, col quale rimase sempre in rapporti di profonda amicizia. Qui, dopo un anno di studio di Medicina decise che quella sarebbe stata la sua carriera. Frequentò l'ospedale di Londra e il celebre dottor Mead, medico del Re Giorgio II, al quale chiese come fosse riuscito ad avere una così buona reputazione: "Ho fatto un poco di bene, ma sono stato attento a non fare del male!" fu la risposta, e Tronchin spesso la ripeterà.
La lettura delle opere del celebre medico Boerhaave lo interessò al punto di volerlo ascoltare di persona, e nel 1728 Tronchin lascia l'Inghilterra alla volta dell'Olanda dove quello insegnava all'Università di Leida e qui si dedica con passione allo studio della medicina sotto la guida dell'illustre maestro. Anzi, avendo saputo che egli aveva detto che le attenzioni che dava ai suoi capelli gli avrebbero certo fatto perdere molto tempo, se li tagliò subito e così si presentò alle lezioni di Boerhaave, che restò impressionato da un simile sacrificio.
La buona impressione non era sbagliata: grazie a un'attività indefessa e all'insegnamento del suo maestro oltre ai corsi regolari, a soli ventuno anni nel 1730 Tronchin consegue il dottorato in Medicina con un lavoro che diremmo di ginecologia (De nynphae). Su consiglio di Boerhaave si stabilisce ad Amsterdam e viene nominato presidente del Collegio dei Medici e Ispettore degli Ospedali e il maestro lo appoggia e lo aiuta nei difficili inizi della professione. Tronchin era solito dire che tutto ciò che sapeva, tutto ciò che era, derivava dal suo maestro.
Nel 1738 Boerhaave muore, ma Tronchin non lascia Amsterdam per prendere il suo posto all'Università di Leida, pur essendone il degno successore, e continua con sempre maggiore successo la professione medica. Il 6 agosto 1740 sposa Hélène de Witt, omonima ma non parente del gran pensionario Jean, il cui padre invece discendeva da Pieter de Witt, capitano della borghesia e capo del partito calvinista. L'unione sarà felice, allietata da due figli, e le qualità della consorte faranno dimenticare la sua assai scarsa avvenenza. Tuttavia con il passare degli anni il clima politico olandese gli diventa sempre meno soddisfacente, anche Hélène lo sollecita, e nel 1754 lascia improvvisamente, e per certi versi misteriosamente, il Paese dove aveva trascorso venticinque anni della sua vita. Accompagnato dalla moglie e dalla figlia si reca a Vaud, in Svizzera, al castello di Etoy, residenza della sua matrigna Tronchin de Caussade. Vi arriva "con solo una dozzina di camice e l'abito che ha indosso", riferiscono i suoi familiari, ed è da qui che invia le dimissioni dal Collegio dei Medici di Amsterdam. Si sistema poi in una antica dimora della sua famiglia nel cuore della vecchia Ginevra nei pressi della Cattedrale.
Qui da ogni parte gli arrivavano offerte allettanti che però rifiuta: la Reggente d'Olanda 15000 fiorini, Caterina di Russia lo lasciava libero di dettare le condizioni, solo il duca d'Orleans riuscirà a fargli accettare il posto di suo Primo Medico e gli fa vaccinare i suoi figli. Lo stesso fa il duca di Parma. Tronchin preferì sempre il soggiorno in patria, a Ginevra, e poi dal 1766 a Parigi, al Palais-Royal, dove veniva consultato dall'intera Europa, e dove le sue lezioni (con qualche malumore dei colleghi) erano seguite da un pubblico mondano ed entusiasta, cui partecipavano Voltaire, Rousseau, Diderot. Una vera amicizia lo legò a madame d'Epinay e a Grimm. Anche madame Necker apprezzava le sue lezioni. La grande varietà delle sue conoscenze e il fascino della sua conversazione facevano si che egli fosse ricercato come uomo di mondo anche da coloro che non avevano bisogno di lui come medico.

## Il medico
Estraneo a qualsiasi conformismo, Tronchin cercò sempre di diffondere la cultura di un'igiene semplice e naturale. Donne e bambini erano in particolare oggetto delle sue attenzioni: nelle prime, trattava la "malattia dei vapori", allora di moda, con i grandi spazi aperti, l'esercizio fisico e l'occupazione; e ha liberato gli altri, per quanto possibile, da legature e costrizioni che ne alteravano la struttura fisica e la salute. Notato che stare seduti per lunghe ore favorisce i blocchi e l'irritazione del colon, raccomanda l'uso di una scrivania dove si stia in piedi e di fare camminate. Ha disapprovato la vita sedentaria, il sonno troppo prolungato, l'uso delle parrucche, sostenendo invece le virtù del camminare e i benefici dei soggiorni in campagna. Le signore sue contemporanee si sottomettono volentieri ai suoi precetti e praticano con sollecitudine gli esercizi raccomandati. Il mondo della moda si mette in gioco: si assiste alla nascita dei "tronchines", abiti corti senza canestro, e compare nel linguaggio quotidiano la parola "tronchiner", ossia fare passeggiate igieniche mattutine, a piedi, con scarpe basse e un bastone in mano, per motivi di salute.
Però il grande servizio che Tronchin ha reso all'umanità, e che la scoperta del vaccino di Jenner non dovrebbe tuttavia farci dimenticare, è stata la pratica dell'inoculazione per la prevenzione del vaiolo. 
Il vaiolo era una delle malattie più temute nel XVIII secolo, ed era considerato un fatto comune e normale, una tappa pressoché ineludibile del processo di crescita e di invecchiamento. Nessuno sembrava poter sfuggire alle devastazioni che questa malattia produceva nel corso normale dell'esistenza e tutti vivevano nell'attesa terrorizzante di una sua visita. Non c'era nessuna cura efficace contro il vaiolo, si usavano il "rosso" e il "caldo", ovvero si facevano sudare i pazienti ricoprendoli con coperte rosse anche d'estate. Il tasso di mortalità era altissimo, specie tra i bambini, e le cicatrici deturpanti fra i sopravvissuti una regola. Così quando nei circoli europei di Costantinopoli cominciò a diffondersi la voce di un rimedio contro questa terribile malattia, la notizia si diffuse rapidamente anche in Europa. Si trattava di introdurre in un'incisione della pelle di un soggetto sano liquido prelevato con un ago da una pustola vaiolosa, per provocare l'insorgere della malattia in modo meno pericoloso di quella contratta naturalmente. Naturalmente i rischi non erano pochi, non ultimo quello che i pazienti erano loro stessi contagiosi per gli altri e si potevano originare delle epidemie. La prima inoculazione in Europa fu effettuata nel 1748 proprio da Théodore Tronchin ad Amsterdam sul proprio figlio, dopo di che egli ne fu sempre un tenace sostenitore e la difese nel vol. VIII dell'Encyclopedie. Seguirono anni durante i quali la metodica si diffuse nei ceti più elevati, e Tronchin stesso fu chiamato a eseguirla per esempio presso il duca d'Orleans e il duca di Parma, nonostante l'ostilità della Chiesa pregiudizialmente ostile a un metodo sviluppato in un Paese islamico e introdotto in Europa in un Paese protestante, e anche di molti medici che sostenevano il principio ippocratico del "Primum non nocere", fino a confondersi negli ultimi anni del secolo con la vaccinazione di Jenner che invece usava per ottenere lo stesso scopo il liquido prelevato da una pustola di vaiolo bovino (donde il nome) ugualmente efficace ma meno pericoloso. Ma la strada era già stata tracciata.
Sensibile e benevolo d'indole, Tronchin dedicava due ore al giorno a visitare i poveri e durante queste visite aveva accanto un sacchetto con del denaro per dare a ciascun malato di che acquistare le medicine che prescriveva. E a un amico che gli raccomandava uno storpio che non poteva pagare le sue cure disse: "Avrei una pessima opinione di me stesso se alla mia età dovessi essere avvertito di fare il mio dovere!". La sua prodigalità fu tale che nonostante i considerevoli guadagni della sua professione al momento della sua morte, avvenuta a Parigi all'età di 73 anni, non lasciò ai figli che una modesta fortuna. Condorcet ne fece l'elogio funebre all'Accademia Reale delle Scienze, poi pubblicata nel 1784.
Tronchin era troppo impegnato perché potesse lasciare molti scritti. Oltre agli articoli di medicina dell'Encyclopedie e a una Prefazione delle Opere di Baillou, ci restano di lui solo due edizioni: De nynphae, del 1730, al momento del dottorato, e De colica pictonum, del 1757. Sénebiér afferma, nella sua Storia letteraria di Ginevra, che Tronchin aveva lasciato manoscritte un gran numero di opere preziose su quasi tutti i campi della medicina, ma non sappiamo cosa ne sia stato. La sua Raccolta delle Consultazioni e la sua corrispondenza sono conservate a Ginevra.